# A Certain Magical Index: The Movie －The Miracle of Endymion
A Certain Magical Index: The Movie －The Miracle of Endymion (劇場版 とある魔術の禁書目録 エンデュミオンの奇跡?, Gekijōban Toaru majutsu no indekkusu: Endymion no kiseki) è un film d'animazione del 2013 diretto da Hiroshi Nishikiori.
La pellicola è stata animata dallo studio J.C.Staff e costituisce un capitolo originale della serie A Certain Magical Index di Kazuma Kamachi. È incentrata su una terribile minaccia che potrebbe portare alla distruzione della pacifica Città-Studio.

## Trama
Poco prima che nella Città-Studio venga completato il nuovo ascensore spaziale "Endymion", Tōma fa la conoscenza di una ragazza di Livello 0, ovvero senza poteri esper, di nome Arisa. Nello stesso momento però una squadra di maghi si infiltra nella città, contrastata da un team interno della Città. La giovane Arisa però potrebbe essere la chiave per scongiurare una possibile guerra tra il mondo della magia e quello della scienza.

## Personaggi

### Presenti nella serie principale
- Tōma Kamijō
- Index
- Mikoto Misaka
- Kaori Kanzaki
- Stiyl Magnus
- Aisa Himegami
- Tsuchimikado Motoharu
- Aogami Pierce
- Komoe Tsukuyomi
- Kuroko Shirai
- Uiharu Kazari
- Misaka 10032
- Accelerator
- Ruiko Saten

### Esclusivi del film
Alisa Meigo (鳴護 アリサ?, Meigo Arisa)
Doppiata da: Sachika Misawa
La principale eroina del film, Arisa è una esper di Livello 0 con una straordinaria voce per cantare, che partecipa alle audizioni per diventare la mascot dell'ascensore Endyimion. Dopo aver incontrato Tōma ed Index, lei è presa di mira da Stiyl, che sospetta che lei possa essere potenzialmente la causa di una guerra tra la fazione magica e quella scientifica.
Ladylee Tangleroad (レディリー＝タングルロード?, Redirī Tangururōdo)
Doppiata da: Ayane Sakura
Shoutaura Sequenzia (シャットアウラ＝セクウェンツィア?, Shattoaura Sekuuentsuia)
Doppiata da: Yōko Hikasa
Mallybeth Blackball (マリーベート＝ブラックボール?, Marībēto Burakkubōru)
Doppiata da: Megumi Han
Marie Spearhead (メアリエ＝スピアヘッド?, Mearie Supiaheddo)
Doppiata da: Asami Seto
Jane Elves (ジェーン＝エルブス?, Jēn Erubusu)
Doppiata da: Risa Taneda

## Distribuzione
Il film è stato annunciato il 2 ottobre 2011 durante il Festival Autunnale di Dengeki Bunko, per coincidenza lo stesso giorno dell'annuncio della pubblicazione della terza novel della seconda serie di romanzi di Kamachi Shinyaku: To aru majutsu no index. Nei giorni seguenti è stato poi aggiornato il sito ufficiale con l'annuncio della commercializzazione del film oltre a un'ulteriore notizia sulla rivista del manga Dengeki Bunko sul numero uscito l'11 ottobre 2011. Qui sono state aggiunte nuove informazioni sulla trama, dicendo che sarebbe stato incentrato su una terribile minaccia che avrebbe portato alla distruzione della Città-Studio.
In risposta a un twitt di un utente giapponese del 4 marzo 2012 riguardante il fatto se il film proseguisse la trama con gli eventi del 14° romanzo, Kazuma Miki della Dengeki Bunko, ramo di ASCII Media Works, ha replicato affermando che Kazuma Kamachi, autore della serie, scriverà una storia del tutto nuova per la pellicola, per la quale i tempi di lavorazione non sono stati ancora resi noti.
Il 7 giugno 2012 viene rivelata l'uscita del film, prevista per febbraio 2013, oltre al cast e allo staff per la produzione del film. Viene resa nota l'apparizione di nuovi personaggi, il cui character design è curato da Haimura Kiyotaka, illustratore dell'originale novel. I biglietti per il film sono stati distribuiti il 14 luglio, i cui primi compratori hanno ricevuto prodotti targati Toaru Majutsu no Index.
Nell'agosto 2012, durante il Comic Market 2012, è stato pubblicato un primo trailer mostrante combattimenti di Stiyl e Accelerator, confermando la loro presenza nel film, oltre che degli altri protagonisti. In più viene ufficializzato il titolo e la data di uscita, il 23 febbraio 2013.
Un secondo trailer è stato pubblicato nel novembre 2012 con più dettagli sulla trama.
In Italia la pellicola è stata resa disponibile sulla piattaforma Netflix dal 1º agosto 2019 anche coi sottotitoli in italiano.